# حمزة زايدي
حمزة زايدي (ولد في 9 نوفمبر 1990) هو لاعب كرة قدم جزائري يلعب لشبيبة الساورة في مركز الهجوم.

## روابط خارجية
- حمزة زايدي على موقع Soccerway.com (الإنجليزية)

- حمزة زايدي  على سكروي